# Michał Hertz (chemik)

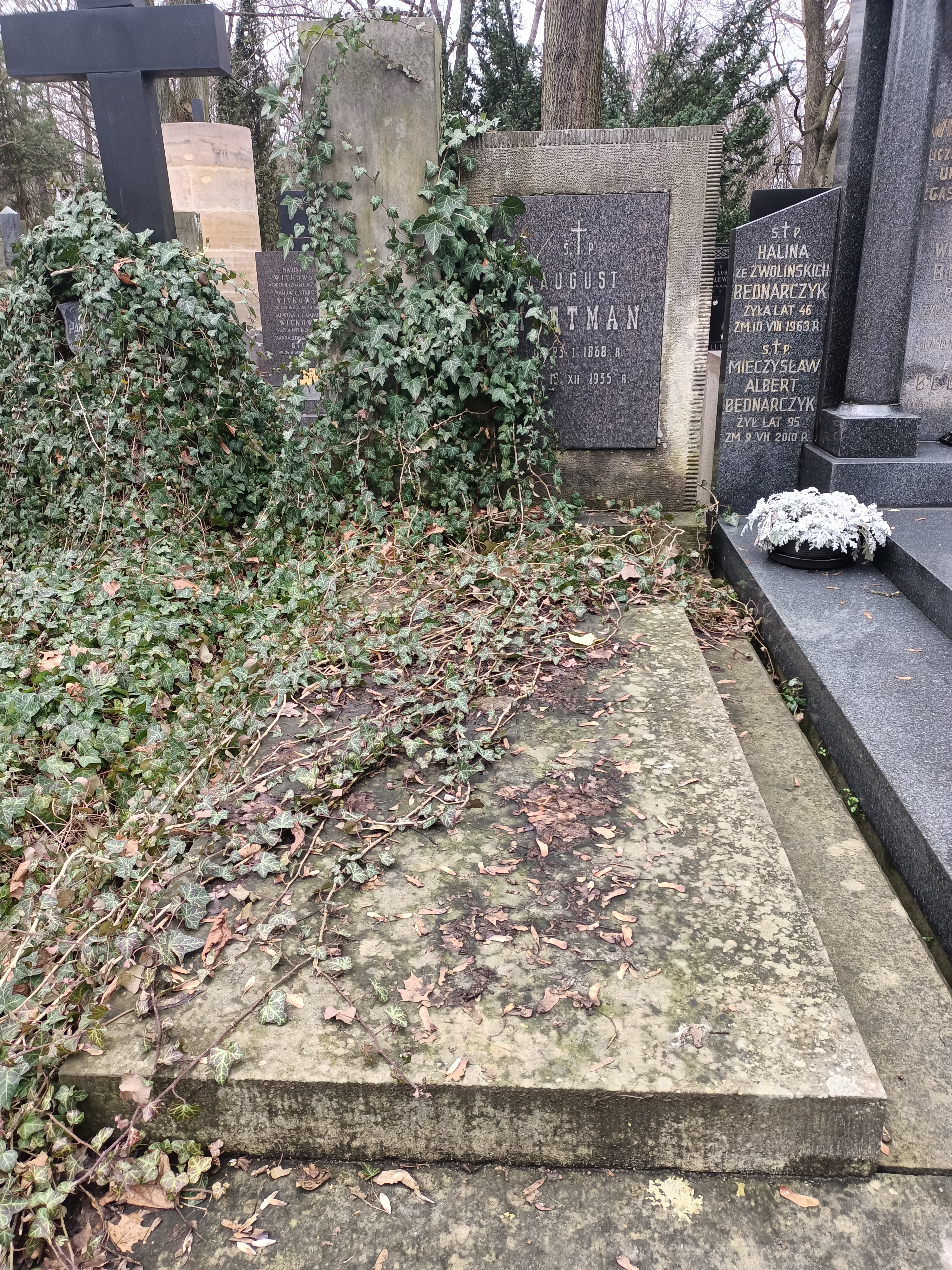
Grób Michała Hertza na cmentarzu Powązkowskim

Juda Michał Hertz (ur. 26 listopada 1867 w Częstochowie, zm. 12 kwietnia 1941 w Warszawie) – polski inżynier chemik, żydowskiego pochodzenia. Przed II wojną światową dyrektor zarządzający Tomaszowskiej Fabryki Sztucznego Jedwabiu (TFSJ) w Tomaszowie Mazowieckim, działacz społeczny, katolik neofita.

## Rodzina
Był synem Jeruchema (Jakuba) Hertza i Zysli (Zofii) z d. Werde. Jego bratem bliźniakiem był Szlama Hertz, ojciec innego znanego tomaszowianina Alfreda Gabriela Hertza (1898–1942), lekarza internisty i pediatry, uczestnika walk o niepodległość Polski, zamordowanego przez okupanta hitlerowskiego. Michał Hertz poślubił Eugenię Hartman (1878–1943). Miał z nią syna Jana Adolfa Hertza (1905–1940), inżyniera chemika zatrudnionego w Tomaszowskiej Fabryce Sztucznego Jedwabiu, działacza sportowego, podporucznika rezerwy Wojska Polskiego, zamordowanego w Katyniu, i córkę Halinę Marię (ur. 23 listopada 1908 w Tubize w Belgii).

## Edukacja, praca i działalność społeczna
Studia ukończył we Francji i Belgii. Pracował jako inżynier w fabryce sztucznego jedwabiu w Tubize (Belgia). W roku 1911 powrócił do kraju. Od początku istnienia Tomaszowskiej Fabryki Sztucznego Jedwabiu (1911) był bliskim współpracownikiem Feliksa Wiślickiego, dyrektora zarządzającego zakładu. W 1933 przejął jego stanowisko, gdy Wiślicki objął funkcję prezesa Zarządu Spółki Akcyjnej TFSJ.
Podczas kryzysu lat 30. XX wieku Michał Hertz wraz z żoną Eugenią angażował się w liczne inicjatywy dobroczynne i socjalne. Był m.in. przewodniczącym Komitetu Obywatelskiego Pomocy Społecznej, powołanego z polecenia starosty brzezińskiego. Wspierał założenie parafii Najświętszego Serca Jezusowego w Tomaszowie Mazowieckim.
Z inicjatywy Michała Hertza powstało przed II wojną światową pierwsze  urzędnicze osiedle mieszkaniowe nad rzeką Wolbórką w Tomaszowie Mazowieckim. Nazwane po wojnie na cześć Hertza - Michałówkiem.
Hertz przyczynił się również do budowy Kościoła pw. Michała Arachanioła przy ulicy Spalskiej. Była to druga parafia rzymskokatolicka w Tomaszowie. Obecnie Kościół pw. Serca Jezusowego.

## Okres okupacji
W dniach 3–4 września 1939 uczestniczył w akcji gaszenia pożarów w Tomaszowskiej Fabryce Sztucznego Jedwabiu po intensywnych nalotach, bombardowaniach i ostrzeliwaniach lotnictwa nazistowskiego. Dzięki ofiarności załogi udało się opanować pożary i nie dopuścić do wybuchu niebezpiecznych materiałów chemicznych. Przed wkroczeniem okupanta Michał Hertz opuścił Tomaszów Mazowiecki i przeniósł się do Warszawy. Ukrywał się po aryjskiej stronie. Został zabity wraz z żoną przez gestapowców.
Pochowany na cmentarzu Powązkowskim w Warszawie (kwatera 196-3-28).

## Ordery i odznaczenia
- Złoty Krzyż Zasługi (20 maja 1936)[5]